# Blondie (tira)
Blondie (Belinda, no Brasil) é uma tira de quadrinhos estadunidense criada pelo cartunista Chic Young, baseada no cotidiano da personagem homônima, uma bonita loirinha que depois se casa e forma uma família de classe média. Distribuida pela King Features Syndicate, a publicação em jornais começou em 8 de setembro de 1930. A tira foi bem sucedida e teve adaptações para filmes (1938–1950) e um popular programa de rádio (1939–1950). No Brasil, a tira foi publicada em revistas em quadrinhos da Rio Gráfica Editora, com Blondie sendo chamada de Belinda.
Chic Young desenhou Blondie até falecer em 1973 quando o controle criativo passou para o filho dele Dean Young. Ajudaram Young a dar continuidade ao trabalho vários artistas tais como Jim Raymond, Mike Gersher, Stan Drake, Denis Lebrun e John Marshall. Apesar dessas mudanças, a tira continuou a agradar o público e aparece em mais de 2000 jornais de 47 países, traduzida para 35 línguas. Desde 2006, Blondie pode ser lida por e-mail através do serviço DailyINK da King Features.

## Contexto
O formato da tira foi pensado originariamente como mais uma história de garotas bonitas de Young, que havia criado anteriormente Beautiful Bab e Dumb Dora. Blondie Boopadoop então surgiu como uma adolescente despreocupada que frequentava salões de dança. O nome "Boopadoop" era derivado de uma música popular cantada por Helen Kane em 1928 chamada "I Wanna Be Loved by You" (que trazia a expressão ritmada "boop-boop-a-doop") e que também serviu de inspiração para o nome de Betty Boop, personagem surgido em 1930 e que ganhou uma tira própria distribuída pela King Features, desenhada por Bud Counihan de 1934 a 1937.

### Casamento
Em 17 de fevereiro de 1933, após muitas peripécias, Blondie Boopadoop se casa com o namorado  Dagwood Bumstead (conhecido como "Alarico" ou "Adalberto" (Pixel) no Brasil), filho de um rico industrial. Os pais de Dagwood, contudo, não aprovaram o casamento e o deserdaram. Assim o novo casal é forçado a viver como uma família de classe média no subúrbio. No catálogo de 2005 da Universidade da Flórida, com o título de "75 anos de Blondie, 1930-2005", foi anotado:
"O casamento de Blondie marcou uma mudança de sua personalidade. Daquele momento em diante, ela gradualmente assumiu a posição de cabeça sensata do lar Bumstead. E Dagwood, que havia entrado para a tira no papel de homem direito em contraste com as maneirices cômicas de Blondie, tomou o lugar de palhaço da tira".

### Ambientação
Blondie e Dagwood Bumstead e a cadela Daisy (conhecida no Brasil como "Bombom") moram no subúrbio de Joplin (Missouri) de acordo com a revista de agosto de 1946 The Joplin Globe, que cita Chic Young.

### Lista de personagens
- Blondie Bumstead (antes Boopadoop): Personagem que dá nome à tira é uma esperta, doce e responsável mulher de família. Ela as vezes se estressa com o crescimento da família e se chateia com as distrações e palhaçadas de Dagwood mas normalmente é paciente e descontraída. Sua aparência é muito bonita, com os cabelos dourados, curvas suaves e busto grande. Uma vez um amigo de Dagwood disse que ela se parecia com um "milhão de dólares".
- Dagwood Bumstead: É o marido de Blondie, ingênuo e cômico. Ele é um grande fã de futebol americano e tem um apetite insaciável por grandes alimentos como sanduíches de vários andares. Trabalha num escritório e vive às turras com seu patrão Senhor Dithers, o qual sempre irrita com sua preguiça e erros bobos, situação constante da tira. Outra é a relação de amizade volátil dele com o vizinho Herb. Dagwood é mostrado frequentemente cochilando no sofá e tendo confrontos com vendedores desagradáveis.
- Alexander Bumstead (conhecido no Brasil como "Nando"): o adolescente tardio e filho mais velho de Blondie e Dagwood. Entrou para a tira como bebê (""Baby Dumpling") em 5 de abril de 1934. Quando criança era muito peralta e precoce.
- Cookie Bumstead (conhecida no Brasil como Leninha): a filha caçula pré-adolescente de Blondie e Dagwood. Estreou em 11 de abril de 1941. Ela é retratada como uma típica garota que se interessa em namorar e passar o tempo com amigos e roupas.
- Daisy e filhotes (ela já apareceu na tira com cinco filhotes sem nomes mas estes desapareceram mais recentemente)
- Senhor Beasley, o carteiro, que sempre colide com Dagwood de manhã
- Senhor (Julius Caesar) Dithers, o ditatorial patrão de Dagwood, é dono de uma Construtora. Sempre humilha seus empregados, seja verbal ou fisicamente. Sempre ameaça de demissão e chuta Dagwood, quando ele não termina um serviço, é pego cochilando ou lhe pede um aumento. Teme apenas a esposa, Cora.
- Senhora (Cora) Dithers, esposa do patrão de Dagwood
- Herb Woodley, vizinho de Dagwood, que mantém com ele uma amizade volátil
- Tootsie Woodley, esposa de Herb
- Elmo Tuttle, vizinho menino de Dagwood
- Lou, o balconista corpulento e tatuado da lanchonete onde Dagwood vai na hora do almoço

Na década de 1960, Cookie e Alexander que são muito parecidos fisicamente com os pais, atingiram a idade de adolescentes mas desde então pararam de crescer pois Young queria manter a estrutura familiar, desenvolvida por décadas.

### Piadas recorrentes
Após a morte de Chic Young a tira começou a mostrar algumas situações cômicas recorrentes com Dagwood:
- Dagwood colide com o carteiro sempre quando sai da porta correndo para o trabalho.
- Outras variações para os atrasos dele são: Dagwood cai com o carro na piscina, corre atrás dele ou fica parado no trânsito. Nos primeiros anos ele tinha problemas com o ônibus ou mais antigamente, com o bonde.
- Os famosos e impossivelmente altos sanduiches que Dagwood prepara.
- Dagwood de pijamas, fazendo seus lanches noturnos com todo conteúdo da geladeira espalhado na mesa da cozinha ou pendurado precariamente em seus braços.
- A mania de Dagwood de cochilar no sofá durante o dia, sempre interrompido por Elmo que faz a ele alguma pergunta; ou Blondie, que lhe pede algo.
- Dagwood cantando na banheira ou interrompido (geralmente por alguém da família ou Elmo) enquanto tenta relaxar ali.
- Dagwood discutindo com vendedores desagradáveis que insistem em vender-lhes objetos inuteis ou sem procura.
- Chamadas ao telefone por vendedores.
- Dagwood e Herb Woodley tentam passar o fim-de-semana juntos e invariavelmente acabam por brigar.
- Dagwood pede aumento para Dithers, sempre negado.
- Dagwood fazendo palhaçadas ou dormindo em sua escrivaninha do escritório.
- Dithers despedindo Dagwood por incompetência ou chutando-o para fora do escritório.
- Dagwood pedindo sugestões do menu de Lou, que responde de forma sarcástica ou irritada.
- As compras de Natal, quando Dagwood é mostrado com muitos pacotes de presentes que lhe cobrem o rosto e o corpo.
- Herb pedindo ferramentas, livros e mais recentemente vídeos de Dagwood, sem nunca devolvê-los. Eventualmente Herb repassa os objetos para outras pessoas.
- O passatempo de Dagwood é carpintaria mas seus projetos nunca dão certo. Uma vez ele construiu um armário para Blondie e seguiu todos os passos do projeto meticulosamente mas depois o objeto não se entrou no espaço reservado.

### Colonel Potterby and the Duchess
De 1935 a 1963, Young desenhou a tira superior Colonel Potterby and the Duchess, uma tira muda que acompanhava a de Blondie a cada domingo.

### Modernização
Enquanto o visual bonito e as piadas recorrentes de Blondie foram cuidadosamente preservados durante décadas, detalhes foram aos poucos alterados. A cozinha dos Bumstead que pouco mudou entre as décadas de 1930 e 1960, aos poucos foi modernizada (os fogões não tinham mais pernas e as geladeiras não mais o motor atrás).
Dagwood deixou de colocar chapeús para ir trabalhar e Blondie deixou de usar luvas quando deixava a casa. Dagwood deixou de usar ligas para segurar meias. Em casa ele aparece com camisetas esportivas e o grande botão que parecia na sua camisa padrão aos poucos está sumindo. Blondie passou a usar calças em casa e não é mais chamada de dona-de-casa desde que formou um negócio com Tootsie Woodley em 1991. O escritório de Dagwood também foi modernizado. Sua escrivaninha agora tem um computador. Dithers tenta bater a cabeça dele com isso e não mais com a máquina de escrever. Os telefones de gancho foram trocados por digitais ou celulares. Dagwood corre para pegar seu carro, não mais o ônibus ou bonde. O carteiro Beasley agora veste calças-curtas e camisetas, não mais o uniforme tipo militar de tiras passadas.
Durante o final da década de 1990, 2000 e 2001, Alexander trabalha meio-período numa lanchonete "fast food", o Burger Barn. Cookie e Alexander usam roupas modernas, celulares e assistem a concertos de Rock, Pop e Hip Hop.
Tiras mais recentes fazem referências a Facebook, Twitter, e-mail e mensagens de texto.

### 75º aniversário
Em 2005, a tira celebrou seu 75º aniversário com um grande arco de história que traziam aparições de  personagens diversos tais como Curtis, Garfield, Recruta Zero e Hagar, o Horrível. A tira Pearls Before Swine faz piada com o fato de que os personagens não foram convidados mas decidiram aparecer assim mesmo. Essa tira promocional começou em 10 de julho de 2005 e continuou até 4 de setembro de  2005.

## Prêmios
- Em 1948, Chic Young venceu o Prêmio "Billy DeBeck" da National Cartoonists Society como "Cartunista do Ano". Quando esse prêmio foi renomeado para Reuben em 1954, todos os ganhadores anteriores receberam as novas estatuetas.
- Em 1995, a tira foi incluida dentre as 20 que foram homenageadas com um "Selo Postal" do Correio dos Estados Unidos.[8]

## Adaptações

### Revistas em Quadrinhos dos Estados Unidos
- Chic Young's Blondie (1947–1949) David McKay/King Comics (selo da própria King Features), 15 números
- Dagwood Splits the Atom (1949) King Features (Public services giveaway)
- Blondie Comics Monthly (1950–1965) Harvey Publications, 148 números
- Chic Young's Dagwood Comics (1950–1965) Harvey, 140 números
- Daisy and Her Pups (1951–1954) Harvey, 18 números
- Blondie & Dagwood Family (1963–1965) Harvey, quatro números
- Chic Young's Blondie (1965–1966) King Comics, 12 números
- Blondie (1969–1976) Charlton Comics, 46 números

### Filme
Blondie foi adaptada para uma grande série de filmes B produzida pela Columbia Pictures. O primeiro  foi Blondie de 1938. A série continuou por doze anos, até Beware of Blondie (1950). Os dois protagonistas foram interpretados por  Penny Singleton como Blondie e Arthur Lake (o primeiro ator a fazer o papel de Dagwood foi Harold Teen). Nos filmes foram aproveitadas as gags dos sanduiches gigantescos de Dagwood e suas frequentes colisões com o carteiro.
Conforme a série progredia, as crianças cresceram. Larry Simms foi Baby Dumpling (mais tarde chamado de Alexander). Cookie foi interpretada por três diferentes atrizes, começando em 1942 (como criança) em Blondie's Blessed Event, o décimo-primeiro da série. Daisy tinha filhotes no décimo-segundo filme, Blondie For Victory (1942). Outros membros do elenco eram Jonathan Hale como o patrão de Dagwood, J.C. Dithers (sucedido por Jerome Cowan como George M. Radcliffe em Blondie's Big Moment). Os vizinhos dos Bumsteads só aparecem no final da série, em Beware of Blondie. Foram interpretados por Emory Parnell e Isabel Withers.

### Lista dos filmes
- Blondie (1938)
- Blondie Meets the Boss (1939)
- Blondie Takes a Vacation (1939)
- Blondie Brings Up Baby (1939)
- Blondie on a Budget (1940)
- Blondie Has Servant Trouble (1940)
- Blondie Plays Cupid (1940)
- Blondie Goes Latin (1941)
- Blondie in Society (1941)
- Blondie Goes to College (1942)
- Blondie's Blessed Event (1942)
- Blondie for Victory (1942)
- It's a Great Life (1943)
- Footlight Glamour (1943)
- Leave It to Blondie (1945)
- Life with Blondie (1946)
- Blondie's Lucky Day (1946)
- Blondie Knows Best (1946)
- Blondie's Big Moment (1947)
- Blondie's Holiday (1947)
- Blondie in the Dough (1947)
- Blondie's Anniversary (1947)
- Blondie's Reward (1948)
- Blondie's Secret (1948)
- Blondie's Big Deal (1949)
- Blondie Hits the Jackpot (1949)
- Blondie's Hero (1950)
- Beware of Blondie (1950)

### Rádio
Singleton e Lake reprisaram os papéis no rádio; o programa Blondie teve longa duração e foi transmito por várias redes. Começou no verão de 1939 substituindo o programa de  The Eddie Cantor Show (patrocinado pelos Cigarros Camel) na CBS e continuou até junho de 1944, quando mudou para a NBC. Voltando para a CBS no mesmo ano, Blondie continuou com três novos patrocinadores. Na última temporada, a série foi para a ABC, de outubro de 1949 até julho de 1950.

### Televisão
Dois programas de TV de Blondie foram produzidos, com apenas uma temporada cada.
- Blondie de 1957 foi transmitida pela NBC com 26 episódios, com Lake repetindo o papel dos filmes e rádio e Pamela Britton como Blondie.
- Blondie de 1968 foi transmitida pela CBS e tinha Patricia Harty e Will Hutchins como os protagonistas, além do veterano ator Jim Backus como Senhor Dithers.

### Animação
Um desenho animado especial para TV foi exibido em 1987, com um segundo, Second Wedding Workout, transmitido em 1989. Blondie foi dublada por Loni Anderson e Dagwood por Frank Welker. Ambas as animações foram lançadas em DVD da Advantage Cartoon Mega Pack.

### Garfield Gets Real
Dagwood aparece na animação por computador Garfield Gets Real. Na primeira cena ele está na cafeteria segurando um sanduiche. Mais tarde é visto tomando banho. Ele aparece no auditório assistindo Garfield e Odie. Finalmente, está na multidão. Não apareceu nas sequências Garfield's Fun Fest e Garfield's Pet Force.